# مالوري هورن
مالوري هورن (بالإنجليزية: Mallory Horne)‏ هو سياسي أمريكي، ولد في 17 أبريل 1925 في تافاريس في الولايات المتحدة، وتوفي في 30 أبريل 2009 في تالاهاسي في الولايات المتحدة بسبب سرطان الرئة. حزبياً، نشط في الحزب الديمقراطي. وقد انتخب عضو مجلس ولاية فلوريدا وانتخب عضو مجلس نواب فلوريدا.